# Tweekinderenprobleem
Het tweekinderenprobleem of de jongen-meisjeparadox betreft in de kansrekening enkele vraagstellingen waarvan het antwoord sterk afhangt van de gemaakte veronderstellingen en van de formulering van de vraag. De oorspronkelijke formulering van de vragen gaat terug tot minstens 1959, toen Martin Gardner een van de vroegste varianten van het probleem onder de titel The Two Children Problem  publiceerde in het tijdschrift Scientific American, geformuleerd als:
- Mr. Jones has two children. The older child is a girl. What is the probability that both children are girls? (Meneer Jones heeft twee kinderen. Het oudste (oudere) kind is een meisje. Wat is de kans dat beide kinderen meisjes zijn?)
- Mr. Smith has two children. At least one of them is a boy. What is the probability that both children are boys? (Meneer Smith heeft twee kinderen. Ten minste een van hen is een jongen. Wat is de kans dat beide kinderen jongens zijn?)

Gardner gaf aanvankelijk respectievelijk de antwoorden 1/2 en 1/3, maar erkende later dat de tweede vraag dubbelzinnig was. Het antwoord zou ook 1/2 kunnen zijn, afhankelijk van de betekenis van de informatie dat het ene kind een jongen was. De dubbelzinnigheid, die afhankelijk is van de exacte bewoordingen en mogelijke veronderstellingen, werd bevestigd door Bar-Hillel en Falk, en Nickerson.
Andere varianten van deze vraag, met wisselende dubbelzinnigheid, zijn gepopulariseerd door Marilyn vos Savant in haar rubriek Ask Marylin in Parade Magazine, John Tierney van  The New York Times , en Leonard Mlodinow in Drunkard's Walk.
De paradox heeft heel wat controverses veroorzaakt. Van beide mogelijkheden waren veel mensen overtuigd dat ze gelijk hadden, soms met een zekere minachting voor andersdenkenden. Veel mensen geven het intuïtieve antwoord 1/2. Dit antwoord is intuïtief als de vraag ertoe leidt dat de lezer gelooft dat er twee even waarschijnlijke mogelijkheden zijn voor het geslacht van het tweede kind (dat wil zeggen, jongen of meisje), en dat de kans op deze uitkomsten een onvoorwaardelijke kans is en geen voorwaardelijke.

## Vooronderstellingen
Vrij algemeen gaat men er bij dergelijke problemen van uit dat een baby gelijke kansen heeft een jongen te zijn of een meisje, dus beide mogelijkheden met kans ½. Ook neemt men aan dat de geslachten van opeenvolgende baby's onderling onafhankelijk zijn.
In de realiteit zijn deze beide veronderstellingen niet helemaal correct, zoals wordt aangetoond door Carlton en Stansfield. Dit is echter niet belangrijk voor de vraag, aangezien die net zo goed over het gooien van twee munten of het trekken van knikkers uit een vaas zou kunnen gaan.

## Oplossingen

### Eerste vraag
De eerste vraagstelling luidt: "Meneer Jones heeft twee kinderen. Het oudste kind is een meisje. Wat is de kans dat beide kinderen meisjes zijn?"
Dit probleem is gemakkelijk op te lossen. Er zijn vier even waarschijnlijke mogelijkheden voor een gezin met twee kinderen, namelijk twee meisjes (MM), het oudste kind een meisje en het andere een jongen (MJ), het oudste kind een jongen en het andere een meisje (JM) of twee jongens (JJ). Als bekend is dat het oudste kind een meisje is, blijven maar twee mogelijkheden over: MM en MJ, beide met dezelfde (voorwaardelijke) kans. De kans op twee meisjes (MM) is dus 1/2.
Het antwoord volgt ook door eenvoudig te bedenken dat het tweede kind een meisje of een jongen is, onafhankelijk van het eerste kind, dus met gelijke kansen 1/2.

### Tweede vraag
De tweede vraagstelling luidt: Meneer Smith heeft twee kinderen. Ten minste een van hen is een jongen. Wat is de kans dat beide kinderen jongens zijn?
Veel mensen zijn geneigd ook voor deze vraag als antwoord 1/2 te geven, met de intuïtieve motivering dat het andere kind met gelijke kans een jongen of een meisje kan zijn. Het antwoord is echter 1/3, reden waarom het tweekinderenprobleem als paradox wordt beschouwd.
Het is echter mogelijk het probleem iets anders op te vatten, met als gevolg dat het antwoord 1/2 is, zij het niet op basis van de intuïtieve gedachte.
De oplossing ligt weer in de vier bovengenoemde mogelijke gezinssamenstellingen: MM, MJ, JM en JJ. Als bekend (gegeven) is dat er een jongen in het gezin is, valt de mogelijkheid MM af en blijven de mogelijkheden MJ, JM en JJ over, elk met dezelfde (voorwaardelijke) kans 1/3. Het antwoord op de vraag is de (voorwaardelijke) kans op twee jongens (JJ), dus 1/3.
Het is mogelijk het probleem iets anders op te vatten. De vraag is dan hoe de informatie dat Smith een zoon heeft, verkregen is. Eén mogelijkheid is dat meneer Smith gezien is met een zoon en dat hij op de vraag: "U hebt toch twee kinderen?", antwoordde: "Ja, het andere kind is thuis." Dit is eigenlijk de situatie die wat de vraagstelling betreft het meest voor de hand ligt. Een andere mogelijkheid is dat Smith op de vraag: "Wat heb je voor kinderen?" antwoordde: "Een ervan is een jongen." Dan doet zich de mogelijkheid voor dat Smith, in het geval dat hij ook een dochter heeft, ook dát had kunnen zeggen. Uiteraard zijn de mogelijke gezinssamenstellingen weer MM, MJ, JM en JJ. Veronderstel nu dat Smith in een fractie p (100 p%) van de gevallen zegt dat hij een zoon heeft (J!) als hij kan kiezen tussen z'n zoon of z'n dochter. De mogelijkheden dat Smith een jongen en een meisje heeft (MJ of JM) en zegt dat hij een jongen heeft, hebben in dit geval niet meer dezelfde kans als de mogelijkheid dat hij twee jongens heeft en (dus) zegt dat hij een zoon heeft.
{\displaystyle P({\text{JM en J!}})=P({\text{MJ en J!}})=p/4}
{\displaystyle P({\text{JJ en J!}})=1/4}
{\displaystyle P({\text{MM en J!}})=0}
De kans op een gezin met twee jongens (JJ) kan nu variëren van 1/3 tot 1. Het antwoord is 1/2 als Smith op goed geluk, d.w.z. met kans 1/2, zegt dat hij een zoon heeft in het geval dat hij ook een dochter heeft. Een berekening verloopt via de regel van Bayes. Er moet worden berekend wat de kans is op twee jongens (JJ), als gegeven is dat Smith gezegd heeft dat hij een zoon heeft (J!):
{\displaystyle P({\text{JJ}}\mid {\text{J!}})={\frac {P({\text{J!}}\mid {\text{JJ}})P({\text{JJ}})}{P({\text{J!}})}}=}
{\displaystyle ={\frac {1\cdot P({\text{JJ}})}{P({\text{J!}}\mid {\text{MM}})P({\text{MM}})+P({\text{J!}}\mid {\text{MJ}})P({\text{MJ}})+P({\text{J!}}\mid {\text{JM}})P({\text{JM}})+P({\text{J!}}\mid {\text{JJ}})P({\text{JJ}})}}=}
{\displaystyle ={\frac {1/4}{0+p/4+p/4+1/4}}={\frac {1}{2p+1}}}
Enkele waarden van deze voorwaardelijk kans zijn:
- 1/3 voor {\displaystyle p=1} (Smith zegt altijd dat hij een jongen heeft.)
- 1/2 voor {\displaystyle p=1/2} (Smith kiest met kans 1/2 tussen een jongen of een meisje, tenzij hij alleen jongens heeft)
- 1 voor {\displaystyle p=0} (Smith zegt nooit dat hij een jongen heeft, tenzij hij niet anders kan.)